# Habitatge al carrer Rectoria, 7 (Sant Hilari Sacalm)
L'Habitatge al carrer Rectoria, 7 és una obra de Sant Hilari Sacalm (Selva) inclosa a l'Inventari del Patrimoni Arquitectònic de Catalunya.

## Descripció
Edifici situat al nucli urbà, just al costat de la Casa de la Vila.
Consta de planta baixa i dos pisos. El ràfec de la teulada és amb entramat de fusta i uns elements penjants al marge, i el teulat és en teula àrab.
A la planta baixa hi ha dues portes i dues finestres (protegides per una reixa de ferro forjat), en arc pla. La porta principal té llinda, brancals i ampit de pedra. A la llinda hi ha gravada una creu llatina i una data: 1892.
Una cornisa horitzontal separa els diferents pisos. El primer i segon pis segueixen el mateix patró: tres obertures en arc de llinda amb balcons.
La façana presenta un encoixinat.